# Yoshitaka Zushi
Yoshitaka Zushi (頭師佳孝, Zushi Yoshitaka), né le 19 mars 1955 à Kadoma dans la préfecture d'Osaka, est un acteur japonais connu notamment pour avoir joué dans plusieurs films d'Akira Kurosawa. 

## Filmographie sélective
- 1963 : La Mère (母, Haha?) de Kaneto Shindō : Toshio
- 1965 : Barberousse (赤ひげ, Akahige?) d'Akira Kurosawa : Choji dit Chobo, aussi appelé petit-rat, le petit voleur
- 1965 : L'Homme au pousse-pousse (無法松の一生, Muhōmatsu no isshō?) de Kenji Misumi : Matsu enfant
- 1965 : Ashita wa sakō hana sakō (明日は咲こう花咲こう?) de Mitsuo Ezaki
- 1968 : La Bombe humaine (肉弾, Nikudan?) de Kihachi Okamoto
- 1970 : Dodes'kaden (どですかでん, Dodesukaden?) d'Akira Kurosawa : Rokuchan
- 1985 : Ran (乱, Ran?) d'Akira Kurosawa
- 1990 : Rêves (夢, Yume?) d'Akira Kurosawa
- 1991 : Deux (ふたり, Futari?) de Nobuhiko Ōbayashi
- 1993 : Madadayo (まあだだよ, Mādadayo?) d'Akira Kurosawa
- 2002 : Harmful Insect (害虫, Gaichū?) d'Akihiko Shiota : le professeur Satō
- 2006 : Hakase no aishita sūshiki (博士の愛した数式?) de Takashi Koizumi